# 얀 헨드릭 레오폴드
얀 헨드릭 레오폴드(Jan Hendrick Leopold, 1865-1925)는 네덜란드의 시인으로, 네덜란드 상징주의를 대표하는 시인 중의 한 사람이다.
그의 시들은 낭만주의적인 특성을 갖고 있는 것으로 평가 받으며, 동시에 텍스트 내에서 강렬한 느낌을 주는 특성 때문에 모더니스트로도 평가받는다. 그는 전 생애 동안 한 권의 시집과 두 권의 작은 소 책자만을 한정판으로 출간했는데 사후에 다양한 형식의 수백권의 문서들로 구성된 그의 막대한 양의 시적 유산들이 발견됐다. 이 문서들에는 메모, 스케치, 인용구 와 그리고 완성 정도가 다양한 미완 단편시들, 수십편의 완성시들이 포함돼 있었다. 모든 레오폴드의 시들은 임시적인 상태이며, 심지어 거의 완성된 시들도 '최종 완성이 됐다'는 그의 말이 없이 출간됐다. 레오폴드의 작법의 특징은 지속적인 개정 작업과 최종판을 늦추어 만드는 것으로 특징지어진다. 그는 지속적으로 새로운 버전의 시들을 썼고, 이 시들을 다시 다양한 버전의 시들로 써냈다. 그러나 그는 이른 시기에 쓴 버전의 시들 역시 삭제하지 않았다. 결론적으로 복사본 텍스트 중, 어느 버전이 가장 공식적인 버전의 시인지를 결정하는 것은 어렵다. 본질적으로 그의 시에서 최종 결정본이란 없는 것이 된다.

## 생애

### 유년과 학창 시절
어린이 시절 레오폴드는 매우 조용하지만 성실한 아이였다. 그는 피아노를 연주했고, 그림 그리기에 큰 재능을 갖고 있었으며 이런 것들에 집중했다. 또 사람들은 그가 운동 역시 잘한다고 생각했고, 그는 항상 수영과 스케이팅을 즐겼다.
그의 가족은 문학과 시에 큰 열정을 갖고 있었으며, 그의 가족들 대부분은 네덜란드어를 연구한 사람이거나 작가들이었다.
그는 1883년부터 1892년까지 레이덴에서 고전 문학을 공부했다. 그곳에서 그는 "Sodalicium Literis Sacrum"이라는 클럽의 멤버였는데, 그 클럽의 동료 친구들은 많은 시를 짓는 사람들이었고, 레오폴드는 그 클럽의 회장이 되었다. 레오폴드와 친구들은 와인을 많이 마셨고, 각자 라틴어와 네덜란드어로 된 이야기를 서로 들려주었는데, 그들은 근대 유럽 문학을 싫어했다. 레오폴드는 1889년 학교를 졸업했다.

### 창작 활동기

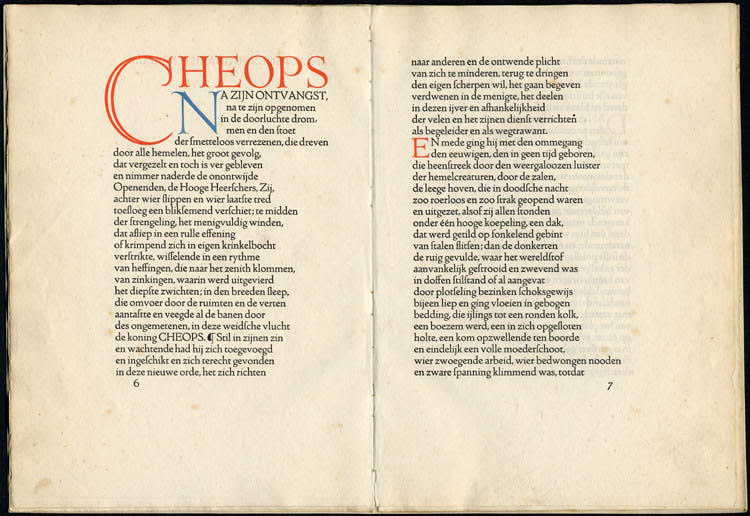
Cheops (1916)

졸업 후 레오폴드는 이탈리아로 여행을 떠났고, 그는 이 여행에 관하여 많은 글을 남겼다. 그는 네덜란드에 돌아와서 로테르담에서 교사가 되었다. 당시 레오폴드의 모습에 대해서 그의 후배는 레오폴드에게는 턱수염이 있었고, 헬쑥한 외모였으며 키가 매우 컸다고 회상했다. 또 그는 걸음걸이가 매우 특이했는데, 그가 매우 느리고 큰 보폭으로 특이하게 걸었기 때문이었다. 레오폴드는 항상 매우 지적인 분위기를 풍겼는데 심지어 그가 웃을 때도 지적으로 보였다고 전한다.
레오폴드는 옷 입는 것에 매우 관심이 많아서 때때로 그는 노란 구두를 사기도 했으며 사람들은 그가 매우 매력적이며 우스꽝스럽다고 말했다.
이 시기 그는 De nieuwe gids(영어로 번역하면'The New Guide')라는 문학 동인에서 많은 시와 문학 작품을 썼으며, 그가 쓴 대부분의 작품들은 시였다. De nieuwe gids의 사람들은 레오폴드가 학생 시절일 때부터 줄곧 그의 작품에 관심을 보여왔다.
레오폴드는 스피노자와 같은 네덜란드 철학자도 좋아했는데 그는 스피노자 철학에 대해 몇 편의 글들을 남겼다. 그리고 그는 바흐와 세사르 프랑크와 베토벤의 음악 역시 즐겼다.
후에 그는 레이던과 흐로닝언 지역에 있는 대학의 교수가 되었다.

### 말년
후에 1차 세계 대전 도중, 레오폴드는 더 외롭고 다른 이들에게서 고립된 삶을 살게 됐는데, 그는 사람들이 합당한 이유 없이 그를 적대시한다고 생각했다. 그는 1925년 사망했다.